# Giampaolo Dianin

Bischofswappen von Giampaolo Dianin

Giampaolo Dianin (* 29. Oktober 1962 in Teolo, Provinz Padua) ist ein italienischer Geistlicher und römisch-katholischer Bischof von Chioggia.

## Leben
Giampaolo Dianin studierte Philosophie und Katholische Theologie am Priesterseminar in Padua. Am 7. Juni 1987 empfing er in der Basilika Santa Giustina durch den Bischof von Padua, Filippo Franceschi, das Sakrament der Priesterweihe. Nach weiterführenden Studien wurde Dianin 1991 an der Päpstlichen Universität Gregoriana in Rom im Fach Moraltheologie promoviert.
Ab 1991 war Giampaolo Dianin Professor an der Theologischen Fakultät von Norditalien in Padua (ab 2005 Theologische Fakultät des Triveneto). Von 1995 bis 2002 lehrte er zudem Fundamentalmoral und Sozialethik am Istituto Superiore di Scienze Religiose di Padova sowie ab 2003 Familienpastoral im Rahmen des zweijährigen Lizenziatsstudiengangs im Fach Pastoraltheologie in Padua.
Neben seiner akademischen Tätigkeit wirkte Giampaolo Dianin ab 1987 als Seelsorger in Mestrino. Zudem war er von 1992 bis 2000 Direktor des Familienbüros des Bistums Padua und von 1999 bis 2001 Koordinator der Familienkommission der Kirchenregion Triveneto sowie von 2000 bis 2007 Kirchlicher Assistent der Katholischen Aktion im Bistum Padua. 2009 wurde Dianin Regens des Priesterseminars in Padua. Von 2009 bis 2012 war er zusätzlich bischöflicher Delegat für den Ständigen Diakonat und von 2012 bis 2018 Koordinator der Kommission für die Priesterseminare der Kirchenregion Triveneto. Ferner war er als Mitarbeiter des Diözesanbüros für die Koordination der Pastoral tätig. Daneben gehörte Dianin dem Diözesanpastoralrat und dem Priesterrat des Bistums Padua an sowie ab 2019 dem Konsultorenkollegium.
Am 3. November 2021 ernannte ihn Papst Franziskus zum Bischof von Chioggia. Die Bischofsweihe spendete ihm am 16. Januar 2022 in der Kathedrale von Padua der Bischof von Padua, Claudio Cipolla; Mitkonsekratoren waren der emeritierte Bischof von Padua, Antonio Mattiazzo, und der emeritierte Bischof von Chioggia, Adriano Tessarollo. Sein Wahlspruch Sicut et Christus dilexit Ecclesiam („Wie auch Christus die Kirche geliebt hat“) stammt aus Eph 5,25 . Die Amtseinführung erfolgte am 30. Januar 2022.